# Val-de-Vesle
Val-de-Vesle è un comune francese di 793 abitanti situato nel dipartimento della Marna nella regione del Grand Est.

## Società

### Evoluzione demografica
Abitanti censiti